# Ký Văn Lâm
Ký Văn Lâm (sinh tháng 7 năm 1966) là cựu chính trị gia người Trung Quốc. Tháng 2 năm 2014, ông bị cơ quan chống hối lộ của Đảng Cộng sản Trung Quốc điều tra. Trước đó, ông là Thị trưởng Hải Khẩu và Phó Tỉnh trưởng tỉnh Hải Nam. Ông từng làm thư ký của Chu Vĩnh Khang.

## Tiểu sử
Ký Văn Lâm sinh tháng 7 năm 1966 tại huyện Lương Thành, Nội Mông. Ông tốt nghiệp chuyên ngành địa vật lý tại Đại học Địa chất Trung Quốc.
Tháng 7 năm 1989, Ký Văn Lâm tham gia chính trị. Tháng 8 năm 1994, ông gia nhập Đảng Cộng sản Trung Quốc. Tháng 8 năm 1998, ông gia nhập Bộ Đất đai và Tài nguyên mới thành lập, làm thư ký của Bộ trưởng Chu Vĩnh Khang. Tháng 8 năm 2002, Ký Văn Lâm đảm nhiệm vai trò thư ký Văn phòng Tỉnh ủy Tứ Xuyên. Tháng 4 năm 2003, ông được bổ nhiệm giữ chức Phó Chủ nhiệm Văn phòng Bộ Công an.
Tháng 12 năm 2008, ông được bổ nhiệm làm Chủ nhiệm Văn phòng Bộ Đất đai và Tài nguyên. Tháng 10 năm 2010, ông được chuyển đến Hải Khẩu, thủ phủ tỉnh Hải Nam giữ chức Phó Bí thư Thành ủy, Phó Thị trưởng Hải Khẩu. Tháng 2 năm 2011, ông được bổ nhiệm làm Thị trưởng Hải Khẩu. Tháng 1 năm 2013, Ký Văn Lâm được thăng chức lên vị trí Phó Tỉnh trưởng tỉnh Hải Nam.
Ngày 18 tháng 2 năm 2014, Ký Văn Lâm đang bị Ủy ban Kiểm tra Kỷ luật Trung ương điều tra vì "vi phạm nghiêm trọng pháp luật và các quy định". Ngày 30 tháng 3 năm 2016, ông bị kết án 12 năm tù vì tham nhũng.